# Iosîpivka, Mahdalînivka
Iosîpivka (în ucraineană Йосипівка) este un sat în comuna Buzivka din raionul Mahdalînivka, regiunea Dnipropetrovsk, Ucraina.

## Demografie
Componența lingvistică a localității Iosîpivka
     Ucraineană (92,26%)
     Rusă (4,38%)
Conform recensământului din 2001, majoritatea populației localității Iosîpivka era vorbitoare de ucraineană (92,26%), existând în minoritate și vorbitori de rusă (4,38%).